# Ngực
Ngực (hay còn gọi là vòng một; tiếng Anh: Thorax, Chest) là một bộ phận giải phẫu học ở con người và các loài động vật khác nhau, nằm giữa cổ và bụng. Ngực bao gồm khoang ngực và thành ngực, chứa cơ quan gồm tim, phổi, tuyến ức cũng như các cơ bắp và các loại cấu trúc khác bên trong. Nhiều bệnh có thể ảnh hưởng đến ngực và một trong số những triệu chứng thường gặp là đau ngực.

## Cấu trúc
Ngực chứa một số bộ phận quan trọng của cơ thể người như tim, phổi và tuyến ức.
Cấu tạo bên trong ngực bao gồm cơ hoành, thực quản, khí quản và một phần của xương ức gọi là lưỡi kiếm. Ngực là một phần của bụng ngực bao gồm các cơ quan như dạ dày, thận, tuyến tụy, lá lách và thực quản.
Ngực được nuôi dưỡng bởi hệ thống động, tĩnh mạch lớn như động mạch chủ, tỉnh mạch chủ, động mạch phổi. Để nâng đỡ và bảo vệ ngực thì có hệ thống xương (xương cánh tay, xương bả vai, xương ức, phần ngực của cột sống, xương cổ, lồng ngực và xương sườn) và hệ thống cơ vững chắc (các cơ ngực nhỏ, cơ ngực lớn, cơ bắp và cơ cổ).
Nhìn bên ngoài ngực có hai núm vú. Ở nữ trưởng thành thì bầu vú phát triển hơn nam.

### Xương ngực

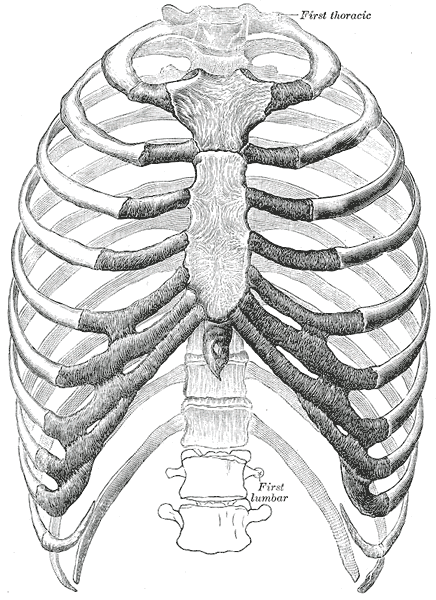
Các xương của ngực

Các xương của ngực được gắn kết với nhau tạo thành một cái khung, khung này quanh lấy một khoang gọi là lồng ngực. Lồng ngực là một phần của hệ thống xương trục chính của cơ thể người.
Khung xương của ngực gồm 12 đôi xương sườn nối xương ức với các đốt sống ngực. Xương sườn là các xương dài, dẹt và cong, nằm hai bên lồng ngực, chạy chếch xuống dưới và ra trước. Có 12 đôi, chia thành hai loại: Xương sườn thật gồm 7 đôi trên, nối với xương ức bằng các sụn sườn riêng. Xương sườn giả gồm 5 đôi dưới, trong đó: Các xương sườn 8, 9 và 10 nối với xương ức qua sụn sườn 7. Các xương sườn 11 và 12 có sụn sườn ngắn, không nối với xương ức mà lơ lửng tự do trong các cơ thành bụng, nên còn gọi là các xương sườn cụt.

### Các mốc giải phẫu
Cấu trúc giải phẫu của ngực có thể được mô tả thông qua việc sử dụng các mốc giải phẫu.
Hai núm vú của nam giới nằm ở phía trước của xương sườn thứ tư hoặc dưới một chút; theo chiều dọc nó nằm một chút bên ngoài đường trung đòn. Ở nữ giới, có sự khác biệt với nam giới, núm vú nằm trên bầu vú, được giới hạn dưới là cơ ngực lớn, lên trên và ra ngoài sát nách, nó kéo dài từ xương sườn thứ hai đến thứ sáu theo chiều dọc và từ cạnh của xương ức với đường giữa nách hai bên. Núm vú nữ được bao quanh cho một vầng sắc tố gọi quầng vú.
Đỉnh của quả tim bình thường là ở khoang liên sườn thứ năm, ba và một nửa inch từ giữa đường trung đòn.

## Vai trò thẩm mỹ
Vòng ngực hay vú được xem là phần gợi cảm của con người, mọi người đều muốn nó thật tốt. Ở nữ giới, có được vòng một chuẩn là sự quyến rũ, gợi cảm, mỹ miều... và tôn lên sự quý phái của phái nữ. Còn ở nam giới, vòng một hoàn chỉnh nói nên sự mạnh mẽ, bản lĩnh, cá tính của đàn ông.

## Ngực của các loài động vật

### Động vật bốn chân
Ở động vật có vú, ngực là một phần của cơ thể được hình thành bởi xương ức, những lồng ngực đốt sống và các xương sườn. Nó được giới hạn từ cơ hoành lên cổ, không bao gồm hai chi trên. Trái tim và các lá phổi nằm trong khoang ngực, cũng như nhiều mạch máu. Các cơ quan bên trong được bảo vệ bởi khung xương sườn và xương ức.

## Ảnh

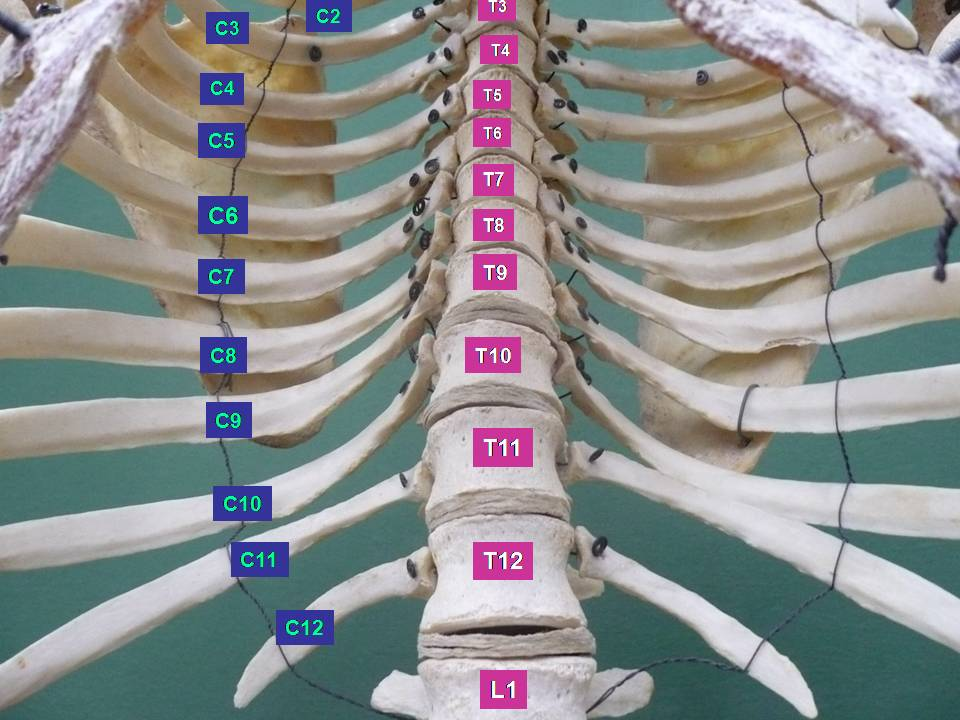
Mô hình ngực